# Цао Сюань
Цао Сюань (кит. упр. 曹轩; 2 июля 1985, Далянь, Ляонин) — китайский футболист, защитник.

## Карьера

### Клубная карьера
Цао Сюань начал футбольную карьеру в 2000 году, в команде резервистов «Далянь Шидэ», однако затем переехал в провинцию Чжэцзян, где присоединился к молодёжной команде футбольного клуба «Чжэцзян Люйчэн». Именно в этой команде он получил возможность дебютировать в первой команде, представляющей третий дивизион. Однако, через несколько лет, уже с новым названием «Ханчжоу Гринтаун» смог успешно выйти в первую лигу, а затем и в Суперлигу. Цао стал важной частью команды, а «Ханчжоу» удалось закрепиться в Суперлиге и стать «крепким середняком». Однако, в 2009 году произошёл спад и команда финишировала 15-й. В следующем сезоне в «Ханчжоу» появился игрок сборной Ду Вэй и ещё несколько опытных игроков, которые помогли команде укрепиться.